# Schmidtiana evertsi
Schmidtiana evertsi là một loài bọ cánh cứng trong họ Cerambycidae.